# Erasmus Neustetter

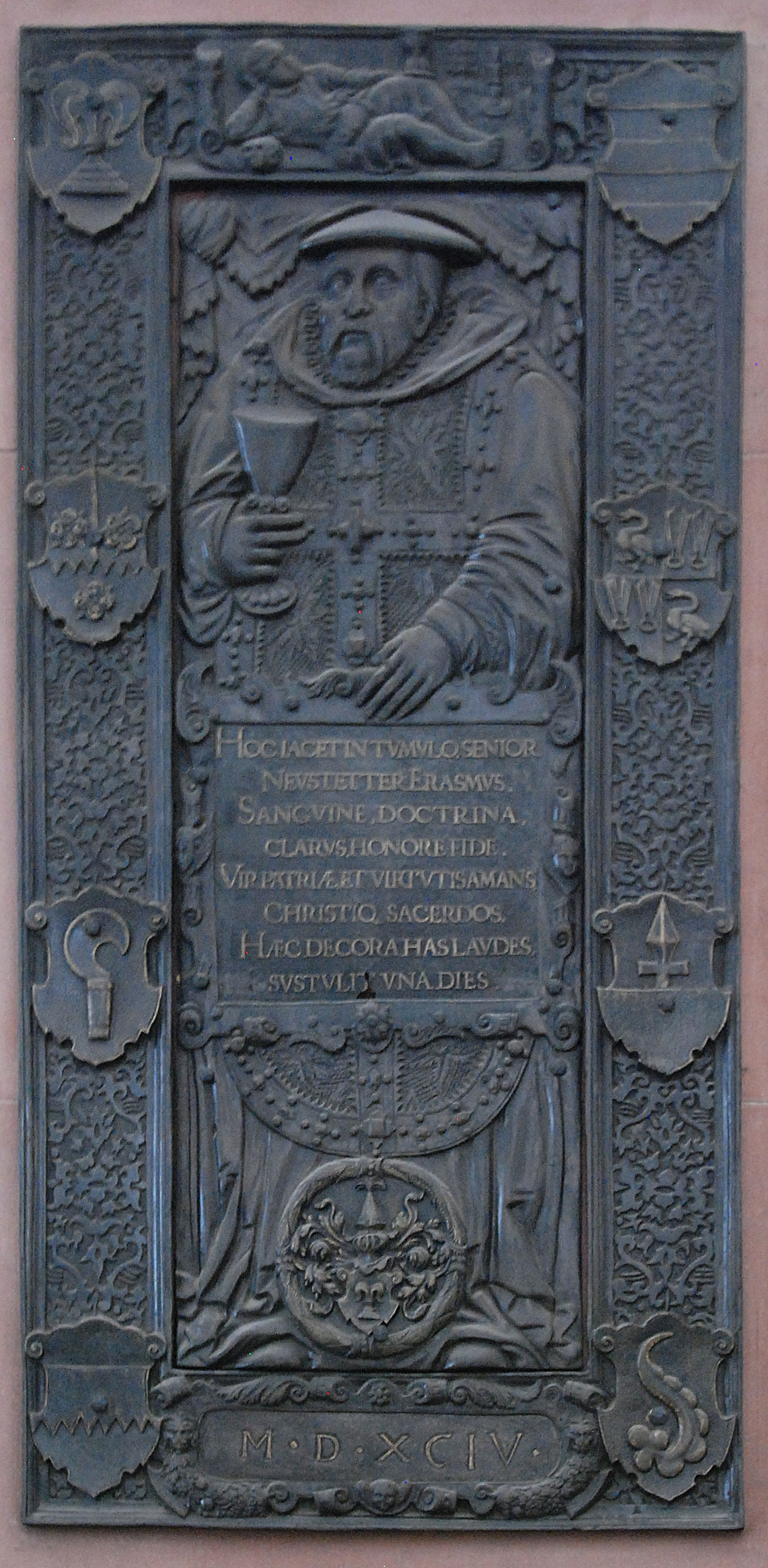
Tombeau d'Erasmus Neustetter

Erasmus Neustetter ou Neustädter genannt Stürmer (né le 7 novembre 1523 à Schönfeld, mort le 3 décembre 1594 à Wurtzbourg) est un théologien catholique humaniste.

## Biographie
La famille Neustädter genannt Stürmer appartient aux chevaliers d'Empire de Franconie. Son père est Sebastian Neustetter, sa mère Elisabeth von Wolmershausen.
Il grandit auprès de Daniel Stiebar von Buttenheim, chanoine de Wurtzbourg. Il acquiert une connaissance approfondie des langues vivantes et anciennes. Ses voyages l'amènent en Italie, en France et aux Pays-Bas. Il étudie à l'université de Leyde puis celle de Bologne sans finir diplômé.
À Wurtzbourg, il exerce dans différentes congrégations religieuses puis reçoit des responsabilités. Il fait partie du tribunal de la ville de 1559 à 1564. Au nom du prince-évêque, il est ambassadeur dans les négociations lors de la seconde guerre des margraves en 1553 et de la fronde des commerçants en 1563. Il participe aux réformes spirituelles et administratives qu'il applique avec succès. En 1567, il est membre du Geheimer Rat du diocèse de Wurtzbourg. Avec une autorisation du pape Jules III, il est visiteur apostolique dans les monastères locaux. Il devient en 1559 prévôt du collège de Haug puis en 1565 celui de l'église Saint-Gangolf de Bamberg (de). De 1558 à 1561, il fait partie du bureau du recteur de l'université de Wurtzbourg.
Il affiche une position critique vis-à-vis de la politique des princes-évêques. Son éducation est marquée par des valeurs humanistes. Face à la recatholisation, notamment de la part des jésuites, il privilégie l'irénisme. Des différends sur les questions financières créent des tensions entre lui et Friedrich von Wirsberg puis son successeur Jules Echter von Mespelbrunn. Erasmus se retire peu à peu de la politique.
En 1545, il intègre l'abbaye de Comburg. Il en est en 1551 diacre puis en 1583 prévôt. Il mène un projet ambitieux en voulant faire du château la Jérusalem céleste et du jardin pareil à l'Éden. Il met en place l'une des plus grandes bibliothèques universitaires puis acquiert le fonds d'Oswald von Eck, qui se trouve aujourd'hui à la Württembergische Landesbibliothek. Il tient des correspondances avec Peter Lotich, Joachim Camerarius l'Ancien, Paul Melissus, Johannes Posthius (de), Franciscus Modius et Johannes Fransciscus Ripensis. Il est le mécène de jeunes écrivains et musiciens à travers lesquels il soutient ses croyances. Dans son testament, il donne une bourse à quatre étudiants démunis.
Erasmus Neustetter est enterré dans la cathédrale de Wurtzbourg. L'oraison funèbre est dite par le jésuite Nicolaus Serarius. Son tombeau en bronze et son épitaphe sont l'œuvre d'Erhard Barg (de).